# Gustav Wagner
Gustav Franz Wagner (18. července 1911 Vídeň – 3. října 1980 São Paulo) byl rakouský nacista, příslušník SS a hlavní zástupce velitele vyhlazovacího tábora Sobibor, kde bylo v rámci Operace Reinhard zplynováno 200 000–250 000 Židů. Kvůli své brutalitě měl přezdívky „Zvíře“ a „Vlk“.

## Život
Narodil se ve Vídni, kde se v roce 1931 přidal k nacistickým jednotkám jako 443217. člověk. Poté, co byl zatčen za nacionálněsocialistickou agitaci, uprchl do Německa, kde se přidal k jednotkám SA a později k SS.

### Druhá světová válka
V květnu 1940 byl členem Akce T4 v Hartheimu, kde zastával administrativní funkce. Díky svým zkušenostem z této akce byl v březnu 1942 pověřen k pomoci se založením vyhlazovacího tábora Sobibor. Po dokončení plynových zařízení se stal zástupcem velitele tábora, jeho velitelem byl Franz Stangl. Jeho oficiální titul byl rotmistr-seržant tábora. V táboře měl na starost selekci nově příchozích vězňů, kteří byli použiti jako otrocká pracovní síla v táboře či mimo něj. Ostatní byli posíláni do plynových komor. Když byl na dovolené, nebo se věnoval jiným povinnostem, přebíral jeho roli v táboře Karl Frenzel.

### Po druhé světové válce
Na konci války byl zadržen, ale brzy propuštěn ze zajateckého tábora. Mezitím byl v Německu odsouzen k trestu smrti v nepřítomnosti. Pod falešnou identitou si našel práci a po setkání s Franzem Stanglem společně unikli do Itálie, kde oběma zločincům poskytli ukryt duchovní v Collegio Teutonico di Santa Maria dell’Anima v Římě a zařídili jejich přesun do Sýrie přes krysí stezky. Později oba muži se Stanglovou manželkou a dětmi uprchli ze Sýrie do Brazílie, kde získal Gustav Wagner v roce 1950 občanství a brazilský pas na jméno „Günther Mendel“. Následně pracoval jako pomocník v domácnosti bohaté rodiny a později jako výrobce betonových plotových sloupků. Také se oženil s místní ženou, která byla vdovou, přičemž vychoval její děti.
Když byl Franz Stangl v roce 1967 vypátrán lovcem nacistů Simonem Wiesenthalem a vydán do Západního Německa, vypověděl před soudem, že Gustav Wagner žije v Brazílii. Brazilské policii se ale Wagnera nepodařilo najít. Když novinář ukázal Simonu Wiesenthalovi fotografii skupiny německých Brazilců oslavujících Hitlerovy osmdesáté deváté narozeniny, Wiesenthal falešně identifikoval jednoho z mužů jako Gustava Wagnera v domnění, že by tak mohl skutečného Wagnera přimět k útěku a neúmyslnému prozrazení. Gustav Wagner se ze strachu z vydání do Německa vzdal brazilským úřadům, které ale poté odmítly žádosti o jeho vydání jak ze Západního Německa, tak i z Izraele, Rakouska, Jugoslávie a Polska.

Samotný Gustav Wagner v roce 1979 v rozhovoru pro BBC neprojevil žádnou lítost nad svými činy při vedení tábora, přičemž poznamenal:
| „ | Neměl jsem žádné pocity... prostě se z toho stala další práce. Po večerech jsme nikdy nediskutovali o naší práci, ale jen popíjeli a hráli karty. | “ |

V říjnu 1980 byl Gustav Wagner nalezen mrtvý s nožem v hrudi ve městě Atibaia. Wagnerův právník označil jeho smrt jako sebevraždu, ačkoli bývalým vězňům vyhlazovacího tábora Sobibor Stanisławu Szmajznerovi, Julesi Schelvisovi a historikovi Richardu Rashkemu naznačil, že příčin konce jeho života mohlo být více. Několik historiků, včetně samotného Richarda Rashka, spekulovalo, že Gustava Wagnera zavraždil samotný Stanisław Szmajzner. Wagnerovo datum úmrtí bylo stanoveno na 3. říjen 1980.